# سلیا وستون
سلیا وستون (به انگلیسی: Celia Weston) بازیگر آمریکایی و متولد ۱۴ دسامبر ۱۹۵۱ است.
از فیلم‌های معروف او می‌توان به فیلم بدون رزرو، کی-پکس، جعبه اشاره کرد.

## فیلمشناسی
از فیلم‌ها یا برنامه‌های تلویزیونی که سلیا وستون در آن نقش داشته‌است می‌توان به آثار زیر اشاره کرد:
- بدون رزرو
- کی-پکس
- جعبه
- شوالیه و روز
- دور از بهشت
- جون‌باگ
- کارآموز
- چگونه مردی را در ۱۰ روز از دست بدهیم
- آلیس
- ایگبی به پایین می‌رود
- قطع کردن
- راز جو گولد
- بارش برف روی سروها
- اشک‌های شادی
- قلب‌ها در آتلانتیس
- نمایش عجیب و غریب
- هلهله‌چی‌ها
- قهرمانان بی‌بندوبار